# 橡树岭国家实验室

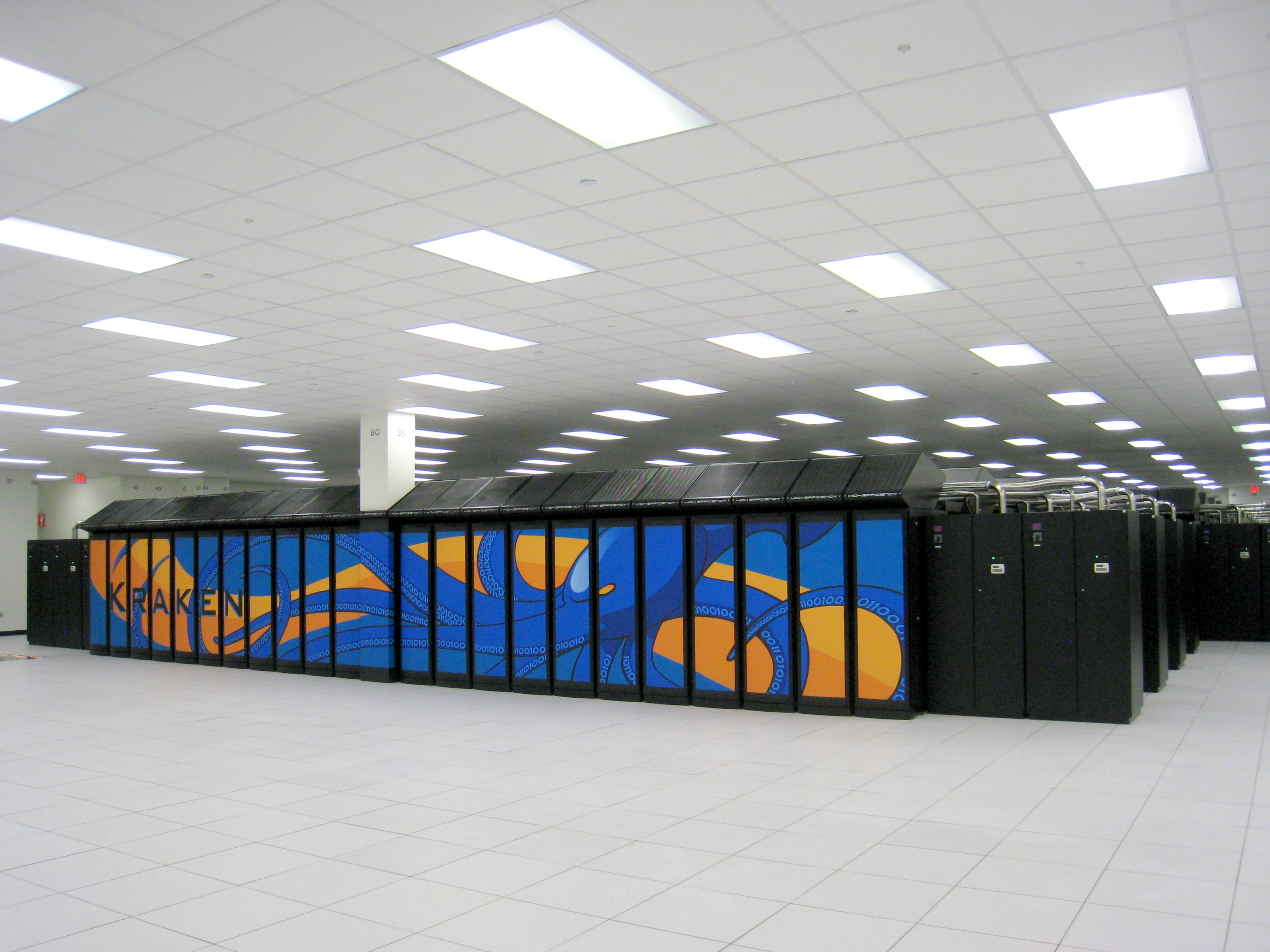
Cray XT5超級電腦

橡树岭国家实验室（英語：Oak Ridge National Laboratory，缩写为ORNL）是美国能源部所属的一个大型多学科研究国家实验室，位於田納西州橡树岭。此實驗室成立于1943年，最初是作为曼哈顿计划的一部分，以生产和分离铀和鈽为主要目的建造的，原称克林顿实验室。2000年4月以后由田纳西大学和巴特勒纪念研究所共同管理。

## 成就
橡树岭国家实验室长期从事能源研究，自1945年以来进行了许多核反应堆试验，1950年代，橡树岭国家实验室致力于将核反应用于能源，并建造了世界上第一个轻水反应堆。1954年建成了世界上第一个小型熔盐堆实验装置, 证明了熔盐堆的可行性。熔盐堆运行最高温度达到871℃, 是当时核反应堆运行的最高温度。
橡树岭国家实验室拥有泰坦和高峰等进入TOP500且多次排名第一的超级计算机。
橡树岭国家实验室拥有高通量同位素反应堆(High Flux Isotope Reactor, HFIR)、橡树岭电子直线加速器(Oak Ridge Electron Linear Accelerator, ORELA)和散裂中子源(Spallation Neutron Source, SNS)3个中子源。高通量同位素反应堆曾经提供了世界上最高的恒定中子通量。

## 主要研究领域
- 中子科学
- 化学与放射化学技术
- 复杂生物系统
- 能源科学
- 工程科学与机器人
- 环境科学
- 高性能计算（先後設有美洲虎、泰坦、高峰及前沿超級電腦）
- 数学
- 测量学
- 物理和化学科学
- 模拟科学
- 国家安全